# Temperatura corporea umana
La temperatura corporea umana è la temperatura corporea centrale normale degli esseri umani ed è comunemente considerata di circa 36,8 gradi Celsius per individui in condizioni basali. In proposito sono stati compiuti molti studi e, a seconda delle fonti, sono state indicate varie possibili temperature “normali”. Studi recenti indicano ad esempio una temperatura ascellare di 35-36,9 °C (i due valori indicano ±2 deviazioni standard rispetto alla media), con una certa variabilità individuale.
La temperatura corporea permette di valutare l'efficienza della regolazione termica che si presenta nel corpo umano in base agli sbalzi di temperatura ambientale e all'intensità dell'attività svolta. La temperatura periferica (pelle, mucose, muscoli, estremità, ecc.) è variabile. La temperatura media del corpo di una persona varia in funzione del sesso, dell'attività recente, del consumo di alimenti e liquidi, dell'ora della giornata e – nelle donne – in base alle fasi del ciclo mestruale.
Oltre alla variabilità individuale bisogna anche tenere conto che la temperatura corporea fluttua normalmente durante il giorno, con il livello più basso il mattino alle 4:00 e con il più alto la sera alle 18:00. Perciò una temperatura di 37 °C potrebbe essere febbre il mattino, ma non nel pomeriggio. Inoltre possono intervenire altri fattori come la digestione, l'età, l'attività fisica e, nelle donne, il ciclo mestruale (infatti il progesterone prodotto durante l'ovulazione aumenta la temperatura da 0,3 a 0,6 °C), senza dimenticare eventuali terapie farmacologiche.
Il centro termoregolatore è situato nell'ipotalamo protetto da forme di fenomeni aggressivi, riceve stimoli regolati e rilevati dai termoricettori profondi e superficiali.
Tale centro è costituito da neuroni sensibili alla variazione di temperatura, rispetto alla temperatura di riferimento (36,5 °C). Sono situati nella regione preottica dell'ipotalamo e si dividono in due categorie:
- Neuroni Recettivi
  - W: responsabili di captare variazioni al di sotto o al di sopra della temperatura di riferimento
  - i: di integrazione

- Neuroni Effettori
  - w: deputati alla termodispersione
  - c: deputati alla termoconservazione

Quando ci sono variazioni al di sopra o al di sotto del range di temperatura l'organismo cerca di riportare la temperatura corporea ai valori normali, e lo fa con contrazioni muscolari (90% della termogenesi) e variazioni del metabolismo cellulare determinando una iperproduzione di energia, oppure tramite la vasodilatazione e sudorazione per cercare di disperdere il calore.
La termoregolazione è quindi il bilanciamento tra la termogenesi e la termodispersione.
Si parla anche di termogenesi post-prandiale per riferirsi alla produzione di calore in seguito all'ingestione di alimenti.